# Grasmus
De grasmus (Curruca communis synoniem: Sylvia communis) is een zangvogel uit de familie Sylviidae (grasmussen). De soort trekt tussen Afrika en Europa en komt als broedvogel algemeen voor in Nederland en België.

## Kenmerken
De lichaamslengte bedraagt 14 cm. Beide partners zijn vaak zeer verschillend. Bijzonder te herkennen aan het mooie, melodische gezang, waardoor ze van verre van andere zangers te onderscheiden zijn. Het mannetje heeft een grijze kop, een brede witte oogring, een lichtroze borst en verder crèmekleurige veren. Het vrouwtje heeft een bruine kop, een bruine iris, een beige borst en is verder bleker dan het mannetje. Juvenielen lijken in hun eerste winter op de vrouwtjes. Er is qua uiterlijk een grote gelijkenis met de braamsluiper.

## Leefwijze
In de lente toont het mannetje zich erg opgewonden, terwijl hij van tak tot tak vliegt, zijn staart uitspreidt en de kuif opricht. Zijn zang is afwisselend met noten die de vogel haastig uitstoot, wanneer hij trillend uit een heg opvliegt en er zich dan terug in laat vallen.
De grasmus nestelt in struikgewas en heggen, vaak aan de rand van akkers of weiden, maar ook in tamelijk hoog onkruid en in braamstruiken langs sloten, wegen en spoordijken is de vogel te vinden. Het voedsel bestaat uit insecten, bessen en vruchten.

## Voortplanting
Het legsel bestaat uit 4 tot 5 licht geelbruine eieren met donkere vlekken. Het mannetje bouwt meerdere nesten, waaruit er een wordt gekozen door het vrouwtje, waarna ze het gezamenlijk afbouwen.

## Verspreiding
Het is een zomergast in Europa en westelijk Azië en een wintergast in Afrika ten zuiden van de Sahara.
De soort telt vier ondersoorten:
- C. c. communis: van Europa tot noordelijk Turkije en noordelijk Afrika.
- C. c. volgensis: zuidoostelijk Europees Rusland, westelijk Siberië en noordelijk Kazachstan.
- C. c. icterops: van centraal Turkije tot Turkmenistan en Iran.
- C. c. rubicola: de bergen van centraal Azië.

## Status
De grootte van de populatie is in 2021 geschat op 60-90 miljoen volwassen vogels. Op de Rode lijst van de IUCN heeft deze soort de status niet bedreigd.